# フアン・アクリオ
フアン・アクリオ（バスク語: Juan Akurio、スペイン語: Juan de Acurio、フアン・デ・アクリオ）は、16世紀スペイン・バスクのベルメオ出身の船乗り。
1519年8月10日、セビリアでフェルディナンド・マゼラン指揮下の234人の船団に合流し、初の世界一周の周航を達成したマゼラン遠征隊に参加した。フアン・アクリオはコンセプシオン号の甲板長(kontramaisu)として加わった。
1521年、フィリピンでフアン・セバスティアン・エルカーノが艦隊の指揮官となり、残る18名の船員（フアン・デ・スビレタ、フアン・デ・アラティアを含め）とともに遠征航海を完遂した。1522年9月6日、ビクトリア号がサンルーカル・デ・バラメーダに到着した。航海を終えて帰還した船員のリストでは、フアン・アクリオは航海士(pilotu)と表記されている。